# De 3 Biggetjes (musical)
De 3 Biggetjes is een musical van Studio 100 uit 2003 en die werd hernomen in 2007 en 2024. De hoofdrollen worden gespeeld door K3.

## Verhaal
Het verhaal is eigenlijk een vervolg op het klassieke sprookje De wolf en de drie biggetjes en begint wanneer de wolf (Baltimoor) al oud is. Hij vertelt aan zijn drie zonen (Willy, Waldo en Wuppert) over de tijd toen hij nog een jonge wolf was die gevreesd werd door ieder dier in het bos. Op een dag ontsnapten drie biggetjes uit de boerderij en Baltimoor wilde ze meteen opeten, maar de biggetjes waren hem te slim af: het eerste biggetje bouwde een huisje van stro, het tweede een van hout maar deze blies Baltimoor zo plat. Het huisje van de derde big kreeg hij niet omver omdat het van steen was gemaakt. Zelfs na jaren en jaren iedere dag van 's ochtends vroeg tot 's avonds laat blazen, kreeg hij de biggen nooit te pakken en lachte iedereen hem uit.
Baltimoor wil alsnog wraak nemen op de derde big (de andere biggen Jambon en Parma zijn inmiddels verhuisd naar Italië en Frankrijk) en geeft zijn drie zonen de opdracht om haar drie dochters te vangen. Degene die hierin slaagt, krijgt als beloning de wolvenhoorn.
De drie jonge wolven, Willy (de macho wolf), Waldo (de slimme wolf) en Wuppert (de domme wolf), willen er meteen aan beginnen maar worden gewaarschuwd door de "roddeltante" Loewie de vos, die na wat duiten zegt dat de biggen een wolvenalarm hebben. Willy negeert het advies van Waldo om dit alarm niet te onderschatten en gaat naar de herberg, maar de biggen hebben zich verstopt en hij krijgt enkel het konijn Pluisje te pakken dat hem vertelt dat de biggen op vakantie zijn. In afwachting van hun thuiskomst neemt hij alvast het konijn mee, maar wanneer hij en zijn broers het willen opeten, krijgen ze het niet over hun hart om het lieve dier te doden en laten ze het weer gaan.
Ganda, de mama van de drie biggetjes, moet onverwacht naar haar zus Parma in het buitenland en laat de herberg in de handen van haar dochters, Knirri, Knarri en Knorri. Wanneer zij hun terras openen, stuiten ze op Wuppert die van zijn vader moest komen kijken of de biggen al terug waren van vakantie. De jonge wolven hebben echter nog nooit een big gezien en dus kunnen Knirri, Knarri en Knorri Wuppert makkelijk wijsmaken dat ze geen biggen zijn, maar gibbertjes, en ze sturen hem weer naar huis.
De andere wolven zijn boos op Wuppert omdat hij de biggen heeft laten ontsnappen, maar wanneer Loewie vertelt over het gemaskerd bal dat de biggen houden, zien ze een nieuwe mogelijkheid: ze verkleden zich en kunnen zo ongemerkt binnendringen op het feest en de biggen vangen. Wanneer de wolven feestvieren omdat hun opdracht geslaagd is, sluipt Pluisje de herberg binnen waar de biggetjes gevangen zitten en vertelt hen dat ze niet bang moeten zijn en dat de wolven lief zijn. De biggen blijken zelf verliefd op de wolven te zijn geworden.
Hoewel Willy, Waldo en Wuppert hun twijfels hebben, moeten ze toch beslissen wie de biggen moet doden en trekken ze strootjes. Wuppert is de verliezer, maar zegt tegen de biggen dat hij hen niet zal vermoorden maar dat ze moeten vluchten. Ondertussen geven Willy en Waldo toe dat ook zij verliefd zijn op de biggetjes. Ze keren terug en Willy vraagt het aan met Knarri, Waldo met Knorri en Wuppert met Knirri.
Loewie heeft alles gehoord en vertelt Baltimoor het nieuws. Hij wordt zo kwaad dat hij op de wolvenhoorn blaast. Hiermee roept hij de wolvenhorde op om de biggen te doden, maar Willy, Waldo en Wuppert beschermen hun vriendinnetjes en kunnen (met de hulp van Pluisje) de wolvenhorde verslaan. Baltimoor sterft en zijn zonen trouwen met de biggen.

## Opvoeringen
In 2003 had De 3 Biggetjes zijn première in de Koningin Elisabethzaal te Antwerpen; het was tevens de vaste locatie. De musical is de eerste waarvan Studio 100 de verhaallijn geheel zelf bedacht heeft. Hij werd geregisseerd door Gert Verhulst en gechoreografeerd door Martin Michel. De musical trok meer dan 140.000 toeschouwers.
In 2007 besloot Studio 100 de musical te hernemen, nogmaals met K3 in de hoofdrol. Voor het eerst kwam de musical ook naar Nederland en zou niet meer in een theaterzaal opgevoerd worden, maar enkel in de grote 'hallen' Ahoy, Trixxo Arena en de Lotto Arena. De cast bleef grotendeels hetzelfde, alleen werden wolven Waldo en Willy door twee andere acteurs vertolkt. Regie bleef in handen van Gert Verhulst, choreografie nogmaals door Martin Michel.

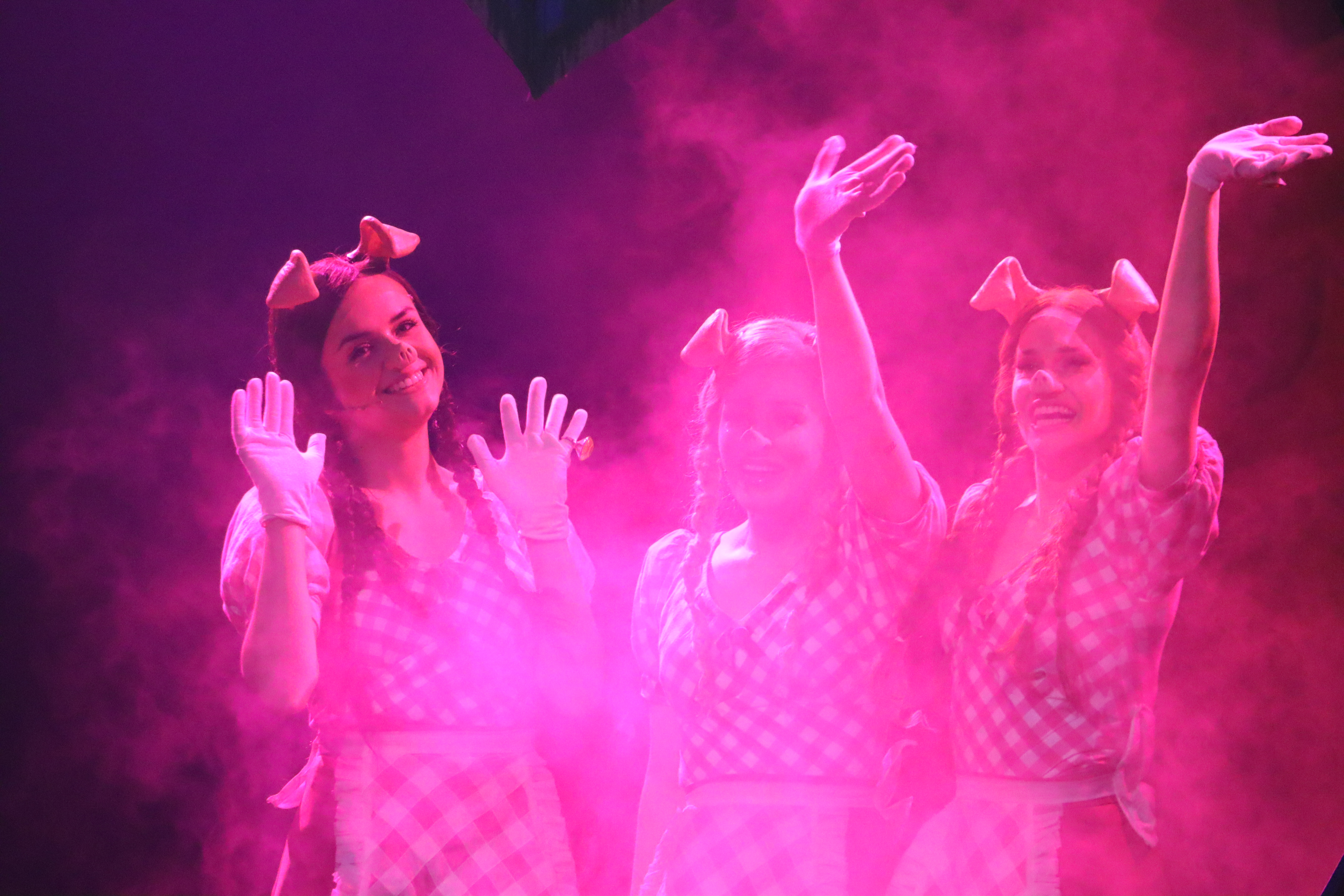
Marthe De Pillecyn, Julia Boschman en Hanne Verbruggen

In juni 2023 werd aangekondigd dat de musical voor een derde keer hernomen zou worden, nu met de K3-bezetting van Hanne Verbruggen (Knarri), Marthe De Pillecyn (Knirri) en Julia Boschman (Knorri) in de hoofdrol. De première vond plaats in februari 2024 in de Capitole Gent en de Nieuwe Luxor Theater Rotterdam. Er volgde een tournee met nog tien andere locaties door Vlaanderen en Nederland. De musical is wat aanpassingen en moderniseringen ondergaan in onder meer tekst en choreografie. Bijzonder aan de cast was dat Louis Thyssen, zijn vader Peter Thyssen (die nu de rol van wolf Baltimoor vertolkte) opvolgde als wolf Wuppert en ze dus daadwerkelijk als vader en zoon op de planken stonden. De regie werd nu gedaan door Tijl Dauwe, die ook verantwoordelijk was voor het bewerken van de teksten. De choreografie was weeral door Martin Michel en werd bijgestaan door Tim Van der Straeten. De musical trok meer dan 200.000 toeschouwers en won de Musical Award voor Beste Familiemusical van 2024.

## Liedjes

### 2003
Deel 1
- 01. Ouverture
- 02. Wij zijn bang
- 03. De 3 Biggetjes
- 04. Pas toch op voor de grote boze wolf
- 05. Vandaag is het de dag
- 06. Lied van de vos
- 07. Vandaag is het de dag (reprise)
- 08. Amor
- 09. We eten konijn
- 10. Wij zijn gibbertjes
- 11. Carnaval
- 12. Carnaval (reprise)

Deel 2
- 13. Het is gedaan met de biggen
- 14. Wie, wie, wie?
- 15. Zeg mij waarom
- 16. Verliefd
- 17. De wolvenhorde
- 18. Zonder liefde
- 19. De 3 Biggetjes

### 2007
Deel 1
- 01. Ouverture/Wij zijn bang
- 02. Intro De 3 Biggetjes
- 03. De 3 Biggetjes
- 04. Vandaag is het de dag
- 05. Vandaag is het de dag (reprise)
- 06. Amor
- 07. We eten konijn
- 08. Wij zijn gibbertjes
- 09. Carnaval

Deel 2
- 10. Het is gedaan met de biggen
- 11. Verliefd
- 12. Zeg mij waarom
- 13. De wolvenhorde
- 14. Zonder liefde
- 15. De 3 Biggetjes

### 2024
- 01. Wij zijn bang
- 02. De 3 biggetjes
- 03. Pas toch op voor de grote boze wolf
- 04. Vandaag is het de dag
- 05. Vandaag is het de dag (reprise) (*)
- 06. Amor
- 07. We eten konijn
- 08. Wij zijn gibbertjes
- 09. Carnaval
- 10. Het is gedaan met de biggen
- 11. Verliefd
- 12. Zeg mij waarom
- 13. Zonder liefde
- 14. De wolvenhorde
- 15. Huwelijksmedley
- 16. De 3 Biggetjes

(*) niet op het album

## Cast
| Rol             | 2003               | 2007              | 2024               |
| --------------- | ------------------ | ----------------- | ------------------ |
| Knirri          | Kristel Verbeke    | Kristel Verbeke   | Marthe De Pillecyn |
| understudy      | Hilde Weber        | Deborah De Ridder | Charlotte Campion  |
| Knarri          | Karen Damen        | Karen Damen       | Hanne Verbruggen   |
| understudy      | An Vanderstighelen | Deborah De Ridder | Engel Talarima     |
| Knorri          | Kathleen Aerts     | Kathleen Aerts    | Julia Boschman     |
| understudy      | Marscha de Haan    | Deborah De Ridder | Oonagh Jacobs      |
| Willy           | Jan Schepens       | David Michiels    | Michiel De Meyer   |
| understudy      | Frank Van Erum     | Ferry de Graaf    | Matthew Michel     |
| Waldo           | Dimitri Verhoeven  | Patrick Onzia     | Giovanni Kemper    |
| understudy      | Sébastien De Smet  | Martijn Egelmeer  | Bas van Rijswijk   |
| Wuppert         | Peter Thyssen      | Peter Thyssen     | Louis Thyssen      |
| understudy      | Stefan Hamblok     | Frank Van Erum    | Chris Schep        |
| Baltimoor       | Dirk Lavrysen      | Dirk Lavrysen     | Peter Thyssen      |
| understudy      | Michaël Zanders    | Michaël Zanders   | Brent Pannier      |
| Vos Loewie      | Door Van Boeckel   | Door Van Boeckel  | Walter Baele       |
| understudy      | Michaël Zanders    | Michaël Zanders   | Brent Pannier      |
| Ganda, Mama Big | Daisy Thys         | Daisy Thys        | Nurlaila Karim     |
| understudy      | Petra Hanskens     | Petra Hanskens    | Maja Van Honsté    |
| Pluisje         | Free Souffriau     | Free Souffriau    | Marie Verhulst     |
| understudy      | Hilde Weber        | Tine Brouwers     | Charlotte Campion  |

| Rol              | 2003 | 2007 | 2024 |
| ---------------- | --- | --- | --- |
| Ensemble mannen  | Erwin Aarts, Kris Catelijns, Frank Van Erum, Stefan Hamblok, Luk Moens, Sébastien De Smet, Michaël Zanders | Kris Catelijns, Frederic Celini, Martijn Egelmeer, Frank Van Erum, Ferry de Graaf, Michaël Zanders, Pieter Van Nieuwenhuyze                                            | Das: Bas van Rijswijk, Mol: Brent Pannier, Bever: Kenny Verelst, Otter: Antar Latifine, Eekhoorn: Thomas Servranckx, Egel: Matthew Michel, Egel: Mathias De Decker, Wasbeer: Chris Schep |
| Ensemble vrouwen | Tine Brouwers, Marscha de Haan, Petra Hanskens, Allison Spalding, An Vanderstighelen, Hilde Weber          | Lobke van Belle, Tine Brouwers, Lien de Cat, Els Duponchelle, Jana Geurts, Marscha de Haan, Petra Hanskens, Lieselot Meurisse, Katrien van de Putte, Deborah De Ridder | Bever: Maja Van Honsté, Otter: Britt Roerig, Eekhoorn: Mara Hoezen, Muis: Rani De Deken, Muis: Charlotte Campion, Das: Engel Talarima, Wasbeer: Oonagh Jacobs                            |

## Crew
| Taak                   | 2003 en 2007                                        | 2024                                                      |
| ---------------------- | --------------------------------------------------- | --------------------------------------------------------- |
| Choreografie           | Martin Michel                                       | Martin Michel en Tim Van der Straeten                     |
| Decorontwerp           | Piet de Koninck, Hartwig Dobbertin en Yves Vervloet | Carla Janssen Höfelt                                      |
| Dialogen               | Walter Van de Velde                                 | Walter Van de Velde en Tijl Dauwe                         |
| Geluid                 | Marc Luyckx                                         | Thomas Van Hoepen                                         |
| Koor- en orkestleiding | Steven Mintjens                                     | Claude De Maertelaere                                     |
| Kostuumontwerp         | Arno Bremers                                        | Arno Bremers en Tinne Laes                                |
| Lichtontwerp           | Luc Peumans                                         | Jeroen Opsteyn                                            |
| Muziek                 | Johan Vanden Eede                                   | Johan Vanden Eede                                         |
| Muziekarrangementen    | Steve Willaert                                      | Claude De Maertelaere en Xander Tillon                    |
| Kap & Grime            | Harold Mertens                                      | Harold Mertens en Wouter Somers                           |
| Regie                  | Gert Verhulst                                       | Tijl Dauwe en Dorian Liveyns                              |
| Tekst en scenario      | Danny Verbiest, Gert Verhulst en Hans Bourlon       | Danny Verbiest, Gert Verhulst, Hans Bourlon en Tijl Dauwe |